# Liocranoides
Liocranoides är ett släkte av spindlar. Liocranoides ingår i familjen Tengellidae.
Kladogram enligt Catalogue of Life:
| Liocranoides | \| \| Liocranoides archeri \| \| \| \| \| \| Liocranoides coylei \| \| \| \| \| \| Liocranoides gertschi \| \| \| \| \| \| Liocranoides tennesseensis \| \| \| \| \| \| Liocranoides unicolor \| \| \| \| |
|              | \| \| Liocranoides archeri \| \| \| \| \| \| Liocranoides coylei \| \| \| \| \| \| Liocranoides gertschi \| \| \| \| \| \| Liocranoides tennesseensis \| \| \| \| \| \| Liocranoides unicolor \| \| \| \| |
|              | Anachemmis |
|              | |
|              | Calamistrula |
|              | |
|              | Haurokoa |
|              | |
|              | Lauricius |
|              | |
|              | Socalchemmis |
|              | |
|              | Tengella |
|              | |
|              | Titiotus |
|              | |
|              | Liocranoides archeri |
|              | |
|              | Liocranoides coylei |
|              | |
|              | Liocranoides gertschi |
|              | |
|              | Liocranoides tennesseensis |
|              | |
|              | Liocranoides unicolor |
|              | |

|  | Liocranoides archeri       |
|  |                            |
|  | Liocranoides coylei        |
|  |                            |
|  | Liocranoides gertschi      |
|  |                            |
|  | Liocranoides tennesseensis |
|  |                            |
|  | Liocranoides unicolor      |
|  |                            |